# Didymograptus
Didymograptus foi um gênero de graptólito que viveu no período Ordoviciano.  

## Descrição
Os Didymograptus foram encontrados em rochas marinhas do Ordoviciano Inferior e Médio. Várias espécies de Didymograptus já foram descritas, com uma ampla distribuição geográfica e intervalos de tempo relativamente curtos. O gênero é caracterizado por sua forma bifurcada, frequentemente suspensa em uma estrutura circular em forma de disco. Didymograptus inclui alguns dos maiores graptólitos conhecidos. 

## Espécies
• Didymograptus taylori T.S.Hall, 1899
• Didymograptus hemicyclus Harris, 1933
• Didymograptus eocaduceus Harris, 1933
• Didymograptus distinctus Harris & Thomas, 1935
• Didymograptus bartrumi Benson & Keble, 1935